# Rock-O-Rama
Rock-O-Rama war in den frühen 1980er Jahren ein bedeutendes Label für deutschen und finnischen Punk und später für Rechtsrock. Mitte der 1990er Jahre wurde Rock-O-Rama vom Bundesamt für Verfassungsschutz als europaweit größter Hersteller und Vertrieb rechtsextremistischer Musik bezeichnet.

## Geschichte

### Anfänge bis 1984
Erste Erfahrungen im Musikgeschäft hatte der selbständige Malermeister Herbert Egoldt († 25. November 2005) aus Brühl Anfang der 1970er Jahre als Produzent von Rockabilly-Bootlegs gemacht. 1977 gründete Egoldt den auf Punk spezialisierten Schallplattenversandhandel Rock-O-Rama, der schnell zu einer wichtigen Bezugsquelle für die Produkte unabhängiger Labels aus Großbritannien und den USA wurde. Auch ein Rock-O-Rama-Schallplattenladen in der Kölner Innenstadt wurde eröffnet.
1979 überredete Hans Wurst (Volker Hanreich), der wie die anderen Mitglieder der Vomit Visions (Gießen/Löhnberg) zu den besten Kunden gehörte, Egoldt dazu, die EP Punks Are The Old Farts of Today als Lizenzpressung zu veröffentlichen.
Bis 1984 erschienen bei Rock-O-Rama rund 50 Punk-Alben und einige wenige 7"-EPs, darunter einige, die heute als Klassiker gelten. Charakteristisch für die Labelveröffentlichungen war der dürftige Klang, für den Egoldt als Produzent verantwortlich war. Die ersten Produktionen waren vor allem deutsche Punk-Bands der zweiten und dritten Generation, darunter Stoßtrupp, Vorkriegsphase, OHL und ihr Nebenprojekt Der Fluch. Daneben erschienen einige Hardcore-Punk-Alben aus Finnland, so von Terveet kädet und Riistetyt.
Von Anfang an hatte Rock-O-Rama einen schlechten Ruf. Beispielsweise schrieb Chaos-Z-Sänger Andreas Löhr in der Biographie für die Doppel-LP/-CD Dunkle Strassen (1981–1995 komplett): „Das Label blieb für uns immer eine Art Phantom – nur, dass die Nachrichten über dieses Haus immer bedenklicher wurden“. Die militaristisch geprägten Schallplattencover von Gruppen wie OHL, Samplertitel wie Die Deutschen kommen (mit einem Wehrmachtssoldaten auf dem Cover) sowie die kontrovers aufgefassten Texte von OHL und Cotzbrocken taten ihr Übriges, um diesen Ruf zu untermauern. Auch im Lied Schock und Drama von Äni(x)väx wird das Label kritisiert. Gegenstand dieser und anderer Kritiken war Egoldts Umgang mit Bands, die sich – wie M.A.F. aus Rüsselsheim – betrogen fühlten und in Fanzines zum Boykott ihrer eigenen Platten aufriefen.
Die Gruppe Brutal Verschimmelt (BV), deren eigenen Anti-Kriegs-Coverentwurf Egoldt nicht verwendete, versah die ihnen überlassenen 100 Exemplare ihrer LP mit einem zusätzlichen Beiblatt. Auf diesem waren die Texte enthalten, die auf dem offiziellen Textblatt nicht abgedruckt wurden, außerdem wurde darauf die Veröffentlichungspolitik des Labels dahingehend kritisiert, dass den Gruppen außer wenigen Freiexemplaren ihrer LPs trotz hoher Auflagen keine Gewinnbeteiligung gezahlt und keinerlei Rücksicht auf Wünsche wie Cover- und Textblattgestaltung genommen würde. Was nach der 1000er Startauflage produziert wurde, verschwieg Egoldt immer. Zumindest eine in Sammler-Kreisen identifizierte weitere 1990er-US-Pressung der selbigen LP von BV hatte er ohne Wissen der Band vermarktet.
Aufgrund des Wunsches vieler Gruppen, Tonträger zu veröffentlichen, und der schlechten Vernetzung der Bands untereinander, die dazu führte, dass die Geschäftspolitik der Firma kaum an die Öffentlichkeit drang, konnte sich Egoldt trotz seiner schlechten Vertragsbedingungen die Rechte an vielen Produktionen endgültig sichern. Sogar die Böhsen Onkelz, die später über beträchtliche finanzielle Ressourcen verfügten, waren machtlos. Auch Bands wie die Vomit Visions und Der Durstige Mann (das erste Album Bier für Tot wurde auf Rock-O-Rama wiederveröffentlicht), die lediglich Lizenzen (begrenzte Auflage) an Egoldt vergeben hatten, hatten keine Möglichkeit, die Anzahl der tatsächlich gepressten Platten festzustellen. Außer Eigenproduktionen konzentrierte sich Egoldt später insbesondere auch auf Lizenzpressungen des finnischen Labels Propaganda Records.

### 1984–1990: Rechtsrock-Boom
Anfang der 1980er begann Egoldt auch Skinhead-Bands zu produzieren. Darunter zunächst eher linke wie das Caspar-Brötzmann-Projekt Die Alliierten. Anschließend folgte mit Combat 84s Send in the Marines eine der ersten eher rechtsorientierten Platten und mit dem Skrewdriver-Album Hail the New Dawn dann auch die erste Rechtsrock-Platte. Nach dem Erfolg der ersten Böhse-Onkelz-LP Der nette Mann (1984) verlagerte sich der Schwerpunkt der Veröffentlichungen zu überwiegend britischen, amerikanischen und einigen deutschen Rechtsrock-Bands. Nach Angaben von Shaun Walker von der National Alliance war Rock-O-Rama „nicht unbedingt pro-White [Power], hatte aber kein Problem mit pro-weißer Musik und wurde der Bannerträger für all die White-Power-Musik.“ Rock-O-Rama hatte kein Monopol auf diese Musik, allerdings scheiterten fast alle anderen Versuche, ein neues Label für diese Musik zu gründen.
Das Ladengeschäft in Köln, das früher Treffpunkt von Punks und New-Wave-Fans war, wurde im Zuge der geschäftlichen Neuorientierung Anlaufstelle für die überwiegend rechtsextrem eingestellte Skinhead-Szene des Ruhrgebiets, wogegen es Mitte der 1980er Jahre zu antifaschistischen Demonstrationen kam. Bald wollte keine deutsche Punk-Band mehr ihre Platten auf Rock-O-Rama veröffentlichen. Das Geschäft gab Egoldt 1985 auf.
1986 wurden die Behörden auf die Umtriebe des Labels aufmerksam und indizierten das Album Der nette Mann der Böhsen Onkelz. Von den englischen Rechtsrock-Alben, u. a. von Skrewdriver und Brutal Attack, wurden keine indiziert. Dagegen richteten sich Indizierungen auch gegen die Punk-Bands OHL und Cotzbrocken, die eine rechtsextreme Gesinnung immer verneinten, sowie die Skinhead-Gruppe Body Checks, die ebenfalls nicht dem rechten Lager angehörte und deren Bassist später mit Pöbel & Gesocks Erfolge in der Punk-Szene feierte.
Rock-O-Rama gliederte mehrere Sublabels aus, so zum Beispiel Erazerhead Records, auf dem noch zwei Punk-LPs erschienen, bevor dieses Projekt aufgrund zu geringer kommerzieller Verwertbarkeit eingestellt wurde, und First Floor Records, welches Tonträger der Bands They Must Be Russians, Saigon, Release the Bats und Above the Ruins veröffentlichte und somit ein Spektrum von Post-Punk über Cold Wave bis hin zu Indie-Pop abdeckte.

### 1990–2005: Indizierungswelle, Neuveröffentlichung und juristische Auseinandersetzungen

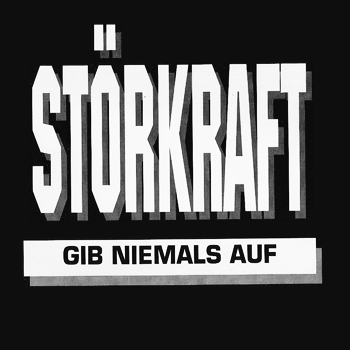
Beispiel für die spartanische Aufmachung von Rock-O-Rama-CDs, CD-Cover der Gruppe Störkraft

Im Jahre 1990 wurden einige alte Punk-Alben nachgepresst, wogegen die (zumeist bereits aufgelösten) Gruppen nicht vorgehen konnten, da alle Rechte bei Rock-O-Rama bzw. Herbert Egoldt lagen. Auf den Werbebeilagen dieser Nachpressungen sind Abbildungen der Cover von Punk-Alben neben denen neonazistischer Gruppen zu sehen. Als die Produktion Mitte der 1990er Jahre von Schallplatten auf CDs umgestellt wurde, kamen neben neuen Rechtsrock-CDs nochmals neue Auflagen einiger alter Punk-Alben des Labels auf den Markt. Am 3. Februar 1993 führte die Staatsanwaltschaft Köln eine Razzia bei Rock-O-Rama durch. Dabei wurden 30.000 Tonträger beschlagnahmt und das Label für mehrere Monate lahmgelegt. Ursache waren insgesamt 40 Anzeigen wegen Volksverhetzung. Während dieser Zeit veröffentlichte Egoldt weitere Platten über diverse Sublabels, das bekannteste sicherlich BHCD, dort wurden die meisten Alben gepresst.
Um 1997 führten Polizeibehörden Razzien in bis dato unbekannter Größenordnung gegen rechtsextreme Musikverlage durch und beschlagnahmten allein bei Rock-O-Rama hunderttausende Tonträger. Diese Maßnahme und die anschließende Indizierung der meisten veröffentlichten Tonträger dämmten den Einfluss von Rock-O-Rama erheblich ein. Trotz des finanziellen Einbruchs bei den Mailorder-Geschäften wurden weiterhin CDs von Rechtsrock-Bands produziert. Egoldt, der vor allem an finanziellem Gewinn orientiert war, begann neben dem Tonträgergeschäft auf dem Immobilienmarkt zu investieren und konnte sich so einen lukrativen Nebenerwerb sichern.
Daneben betrieb er Rock-O-Rama mit seinen dubiosen Geschäftspraktiken weiter. So veröffentlichte er zahlreiche Raubpressungen, Zweitpressungen und Neuauflagen ohne Einwilligung der Bands. Dies ging so weit, dass er das Album Ehre und Stolz der Rechtsrock-Band Hässlich herausgab, dessen Rechte jedoch bei Dim Records lagen. Ulrich Großmann, der ebenfalls in der Szene einen schlechten Ruf hat, verklagte daraufhin seinen Konkurrenten.
In den 1990ern begann auch das Rechtsrock-Geschäft von Egoldt einzubrechen. Immer mehr Labels drängten auf den Markt, darunter die professionell agierenden Funny Sounds & Vision von Torsten Lemmer sowie PC-Records. Diese zwar ebenfalls gewinnorientierten Labels hatten, neben einer deutlich besseren Produktion, mehrfarbigen Booklets und einem professionelleren Management, auch eine ideologische Nähe zu ihrer Klientel. Boykottaufrufe gegen das Label häuften sich. Da Egoldt aber die kompletten Backkataloge von Skrewdriver, Endstufe, Störkraft oder Freikorps im Angebot hatte, war sein Geschäft weiterhin einträglich.

### Seit 2005: Situation nach Egoldts Tod
Im November 2005 erlag Herbert Egoldt einem Herzinfarkt und hinterließ eine völlig unklare rechtliche Situation bezüglich der auf seinem Label veröffentlichten Platten und CDs, an denen er alleine alle Rechte besaß. Die Rechte gingen an einen Tonträgervertrieb aus Nordrhein-Westfalen, der hiernach diverse Unternehmen und Personen verklagte, die Rock-O-Rama-Produktionen (z. T. in ansprechenderer Verpackung und verbessertem Klang durch digitales Remastering) nach Egoldts Tod neu auflegten, so z. B. Dim Records aus Coburg (Alben Glatzenparty und Der Tod ist überall der Bremer Gruppe Endstufe und eine CD der britischen Band Combat 84).
2012 legten Hacker der Gruppe Anonymous die Website von Rock-O-Rama lahm und veröffentlichten die Kundendaten von rund 1.200 Konten der Website.